# Уравнение Кона — Шэма
В физике и квантовой химии, в частности в теории функционала плотности, уравнение Кона — Шэма — это одноэлектронное уравнение Шредингера (более точно, уравнение типа Шредингера) фиктивной системы («система Кона — Шэма») невзаимодействующих частиц (обычно электронов), которые генерируют ту же плотность, что и любая заданная система взаимодействующих частиц.

## Общий вид
Уравнение Кона — Шэма определяется локальным эффективным (фиктивным) внешним потенциалом, в котором движутся невзаимодействующие частицы, обычно обозначаемым как {\displaystyle v_{s}(r)} или {\displaystyle v_{\text{eff}}(r)}, и называемым потенциалом Кона — Шэма. Поскольку частицы в системе Кона — Шэма являются невзаимодействующими фермионами, то волновая функция Кона — Шэма представляет собой единственный определитель Слэтера, построенный из набора орбиталей, которые являются решениями задачи с наименьшей энергией (основное состояние).
{\displaystyle \left(-{\frac {\hbar ^{2}}{2m}}\nabla ^{2}+v_{\text{eff}}(\mathbf {r} )\right)\varphi _{i}(\mathbf {r} )=\varepsilon _{i}\varphi _{i}(\mathbf {r} )~.}
Это уравнение на собственные значения является типичным представлением уравнений Кона — Шэма. Здесь {\displaystyle \varepsilon _{i}} — энергия соответствующей орбитали Кона — Шэма {\displaystyle \varphi _{i}}, а плотность для системы {\displaystyle N} -частиц равна:
{\displaystyle \rho (\mathbf {r} )=\sum _{i}^{N}|\varphi _{i}(\mathbf {r} )|^{2}~.}
Уравнения Кона — Шэма названы в честь Уолтера Кона и Лу Джеу Шэма (沈呂九), которые представили эту теорию в Калифорнийском университете в Сан-Диего в 1965 году.

## Потенциал Кона — Шэма
В теории функционала плотности Кона — Шэма полная энергия системы выражается как функционал плотности заряда:
{\displaystyle E[\rho ]=T_{s}[\rho ]+\int d\mathbf {r} \,v_{\text{ext}}(\mathbf {r} )\rho (\mathbf {r} )+E_{\text{H}}[\rho ]+E_{\text{xc}}[\rho ]~,}
где:
{\displaystyle T_{s}} — кинетическая энергия Кона — Шэма, которая выражается через орбитали Кона — Шэма как:
{\displaystyle T_{s}[\rho ]=\sum _{i=1}^{N}\int d\mathbf {r} \,\varphi _{i}^{*}(\mathbf {r} )\left(-{\frac {\hbar ^{2}}{2m}}\nabla ^{2}\right)\varphi _{i}(\mathbf {r} )~,}
{\displaystyle v_{\text{ext}}} — внешний потенциал, действующий на взаимодействующую систему (как минимум, для молекулярной системы взаимодействие электрон-ядро),
{\displaystyle E_{H}} — энергия Хартри (или кулоновская):
{\displaystyle E_{\text{H}}[\rho ]={\frac {e^{2}}{2}}\int d\mathbf {r} \int d\mathbf {r} '\,{\frac {\rho (\mathbf {r} )\rho (\mathbf {r} ')}{|\mathbf {r} -\mathbf {r} '|}}~,}
{\displaystyle E_{\text{xc}}} — обменно-корреляционная энергия.
Уравнения Кона — Шэма находятся путём варьирования выражения полной энергии по отношению к набору орбиталей с учётом ограничений, накладываемых на эти орбитали, в целях получения потенциала Кона — Шэма в виде:
{\displaystyle v_{\text{eff}}(\mathbf {r} )=v_{\text{ext}}(\mathbf {r} )+e^{2}\int {\frac {\rho (\mathbf {r} ')}{|\mathbf {r} -\mathbf {r} '|}}\,d\mathbf {r} '+{\frac {\delta E_{\text{xc}}[\rho ]}{\delta \rho (\mathbf {r} )}}~,}
где последнее слагаемое:
{\displaystyle v_{\text{xc}}(\mathbf {r} )\equiv {\frac {\delta E_{\text{xc}}[\rho ]}{\delta \rho (\mathbf {r} )}}}
— обменно-корреляционный потенциал.
Этот член и соответствующее выражение для энергии — единственные неизвестные в подходе Кона — Шэма к теории функционала плотности. Приближение, которое не меняет орбитали — это теория функционала Харриса.
Энергии орбиталей Кона — Шэма {\displaystyle \varepsilon _{i}}, в общем случае, не имеют прямого физического смысла (см. Теорему Купманса). Сумма орбитальных энергий связана с полной энергией как:
{\displaystyle E=\sum _{i}^{N}\varepsilon _{i}-E_{\text{H}}[\rho ]+E_{\text{xc}}[\rho ]-\int {\frac {\delta E_{\text{xc}}[\rho ]}{\delta \rho (\mathbf {r} )}}\rho (\mathbf {r} )\,d\mathbf {r} ~.}
Поскольку орбитальные энергии не уникальны в более общем случае ограниченной открытой оболочки, это уравнение справедливо только для конкретных вариантов энергий орбиталей.